# The Good Student
The Good Student, também conhecido como Mr. Gibb (Brasil: Onde Está Ally? ), é um filme estadunidense de comédia dramática dirigido por David Ostry, tendo Kevin Spacey e Dana Brunetti como produtores executivos e estrelado por Tim Daly e Hayden Panettiere.

## Sinopse
O Sr. Ronald Gibb (Tim Daly) é o professor de história do ensino médio. Embora ele seja descrito como um professor criativo, embora obstinado, seus alunos não têm interesse pelo assunto. Uma de suas alunas, Ally Palmer (Hayden Panettiere) é uma adolescente popular e celebridade local. Ela apareceu em um comercial de televisão para a concessionária de automóveis de seu pai.
O Sr. Gibb secretamente tem uma queda por Ally. Ele a encara de forma inadequada várias vezes ao dia. Um dia depois da escola, ele ouve Ally e seu namorado Brett (John Gallagher Jr.) entrarem em uma grande discussão. Ela não tem mais carona para casa da escola, então ele se oferece para levá-la para casa. O Sr. Gibb e Ally são fotografados no momento em que ela o beija espontaneamente nos lábios (para agradecê-lo por dar a ela um A inesperado) e, como tal, o conselho escolar considera seu comportamento inaceitável e anti-profissional. Ela desaparece depois que ele a deixa em sua casa. O noticiário informa que ocorreu um sequestro. Gibb é o principal suspeito porque os policiais encontram evidências de que ele estava com Ally momentos antes de ela ser sequestrada. O filme segue Gibb enquanto ele lida com a humilhação pública e termina com uma reviravolta repentina nos minutos finais. 

## Elenco
- Tim Daly como Ronald Gibb
- Hayden Panettiere como Allyson Palmer
- William Sadler como Phil Palmer
- Dan Hedaya como Gabriel
- Paula Devicq como Holly Cooper
- John Gallagher, Jr. como Brett Mullen
- Sarah Steele como Amber Jinx
- Brian Anthony Wilson como Detetive Dick Moon
- Andrew Benator como Karl
- Rita Gardner como Marge Whitman
- Mark Kassen como Pete Maculey
- Sadler Colley Bakst como Caroline
- Lisa Lynds como Tiffany
- Maureen Mueller como Evelyn Hirsch